# Laoština
Laoština je oficiální jazyk Laosu. 
Jde o analytický jazyk velmi blízký thajštině, tedy slova jsou většinou jednoslabičná, neohýbají se, ale jejich vztahy se vyjadřují pořadím slov a pomocnými částicemi. Pro cizince je laoština těžká hlavně systémem samohlásek, které rozlišují dvojí délku a šest tónů s lexikálním významem.
Laoština se zapisuje vlastním slabično-fonetickým písmem indického původu. Slova se neoddělují mezerami, jako interpunkce se užívá mezery na znamení ukončení fráze či věty. V moderních textech se občas používají interpunkční znaménka evropského typu, základním oddělovačem frází a vět však zůstává mezera.

## Základní fráze
- sabajdí – dobrý den
- khopťaj – děkuji
- khopťaj laj laj – děkuji mnohokrát
- huea – loď
- song thaew – autobus
- thao daj – kolik to stojí
- daj – prodej mi to (používané při smlouvání)
- phaeng phót – příliš drahé

## Číslovky
| Číslice | Laosky | Transliterace | Česky |
| ໑       | ນຶ່ງ     | nueng         | jeden |
| ໒       | ສອງ    | song          | dva   |
| ໓       | ສາມ    | sam           | tři   |
| ໔       | ສີ່      | si            | čtyři |
| ໕       | ຫ້າ     | ha            | pět   |
| ໖       | ຫົກ     | hok           | šest  |
| ໗       | ເຈັດ    | chet          | sedm  |
| ໘       | ແປດ    | paet          | osm   |
| ໙       | ເກົ້າ    | kao           | devět |
| ໑໐      | ສິບ     | sip           | deset |

Další:
- 11 síp ét
- 12 síp song
- 20 sao
- 30 sám síp
- 40 sí síp
- 1000 phán
- 10 000 síp phán

## Vzorový text
Otčenáš (modlitba Páně):
Oophrabida khong kha phrachao thanglai,
phraong yusahuan kho hai phra nam hung reuong pai,
meuong phraong haima thoen,
haidaitam nam phrathai nai aephndin khun nai sa huan.
Ahanpachamvan
kho than hai naivanni,
kho ophd phidhaiphuak
khaprachao khu phuakkha phrachao ophd haikhao,
nainyam thuk lokluang
aet phonchakkhuaam sov hai thoen. Sathu.

### Všeobecná deklarace lidských práv
| laosky        | ມະນຸດເກີດມາມີສິດເສລີພາບ ແລະ ສະເໝີໜ້າກັນໃນທາງກຽດຕິສັກ ແລະ ທາງສິດດ້ວຍມະນຸດມີສະຕິສຳປັດຊັນຍະ(ຮູ້ດີຮູ້ຊົ່ວ)ແລະມີມະໂນທຳຈື່ງຕ້ອງປະພຶດຕົນຕໍ່ກັນໃນທາງພີ່ນ້ອງ. |
| transliterace | Manut thuk khôn kœ̄t māmīkẏat sâk sī, sitthi, sēlī phôp læ khwôm smœ̄ phôp thàw thẏam kân. Thuk thuk khôn mīhēt phôn læ khwômkhit khwôm hian swàn tôw khɔ̄̄ṅ phai khɔ̄ṅ mân, tǣ̀vồ manut thuk thuk khôn khwan paphʉt tàṁ kân khʉ̄ kân kâp pianốy nɔ̄́ṅ kân. |
| česky         | Všichni lidé se rodí svobodní a sobě rovní co do důstojnosti a práv. Jsou nadáni rozumem a svědomím a mají spolu jednat v duchu bratrství. |